# توفیلو
توفیلو (به ایتالیایی: Tufillo) یک کومونه در ایتالیا است که در استان کییتی واقع شده‌است. توفیلو ۲۱ کیلومتر مربع مساحت و ۵۰۸ نفر جمعیت دارد و ۵۷۸ متر بالاتر از سطح دریا واقع شده‌است.